# Seznam ameriških astronavtov
Seznam ameriških astronavtov.

## A
Loren Acton - James C. Adamson - Thomas Akers - Buzz (Edwin) Aldrin - William Anders - Michael P. Anderson - Dominic A. Antonelli - Neil Armstrong -

## B
Michael Barratt - Alan Bean - Michael J. Bloomfield - Eric Boe - Frank Borman - Stephen Bowen - Ken Bowersox - Vance D. Brand - Randolph Bresnik - Curtis Brown (astronavt) - David M. Brown - John S. Bull - Daniel C. Burbank - Daniel W. Bursch - 

## C
Kenneth D. Cameron - Duane G. Carey - Scott Carpenter - Gerald P. Carr - Josh A. Cassada - Eugene Cernan - Roger B. Chaffee - Gregory Chamitoff - Franklin Chang-Diaz - Philip K. Chapman - Kalpana Chawla - Leroy Chiao - Laurel Clark - Kenneth Cockrell - Catherine Coleman - Michael Collins (astronavt) - Eileen Collins - Pete Conrad - Gordon Cooper - Robert Crippen - Roger K. Crouch - Frank L. Culbertson mlajši - Walter Cunningham - Robert Curbeam - Nancy J. Currie-Gregg - 

## D
William H. Dana - Jan Davis - Lawrence J. DeLucas - Alvin Drew - Brian Duffy - Charles Moss Duke mlajši - Bonnie J. Dunbar - Tracy Dyson

## E
Donn F. Eisele - Anthony W. England - Ronald Evans - 

## F
Andrew J. Feustel - Edward Fincke - Anna Lee Fisher - Michael Foale - Kevin A. Ford - Michael Foreman - Patrick Forrester - Michael E. Fossum

## G
Ronald J. Garan - Owen K. Garriott - Charles D. Gemar - Michael L. Gernhardt - Robert L. Gibson - Sarah Gillis - Edward Givens - John Glenn -  Victor Glover - Linda M. Godwin - Michael T. Good - Richard F. Gordon ml. - Dominic L. Pudwill Gorie - William G. Gregory - S. David Griggs - Gus Grissom - John M. Grunsfeld - Sidney M. Gutierrez -

## H
Chris Hadfield - Nick Hague - Fred Haise (1930-1999) - Kenneth Ham - Bernard A. Harris mlajši - Steven Hawley - Susan J. Helms - Jose M. Hernandez (astronavt) - John Herrington - Richard Hieb - David C. Hilmers - Charles O. Hobaugh - Jeffrey A. Hoffman - Michael S. Hopkins - Scott J. Horowitz - Rick D. Husband - 

## I
James Irwin - Jared Isaacman - Marsha Ivins - 

## J
Gregory Jarvis - Mae Jemison - 

## K
Mark Kelly - Scott Kelly - Susan L. Kilrain - William J. Knight - Christina Koch - Timothy Kopra - Kevin R. Kregel - 

## L
Wendy B. Lawrence - Mark C. Lee - David Leestma - William B. Lenoir - Steven W. Lindsey - Richard M. Linnehan - Michael Lopez-Alegria - Jack R. Lousma - Jim Lovell (1928-2025) - Shannon Lucid - 

## M
Nicole (A.) Mann (Nicole Aunapu Mann) - Michael J. Massimino - Ken Mattingly - K. Megan McArthur - Christa McAuliffe - Anne McClain - William C. McCool - James McDivitt - Ronald McNair - Jessica Meir - Pamela Melroy - Mike Melvill - Leland D. Melvin - Anna Menon - Edgar Mitchell - Andrew R. Morgan

## N
James H. Newman - Karen L. Nyberg

## O
Loral O'Hara - John D. Olivas - Ellison Onizuka - 

## P
William A. Pailes -  Nicholas Patrick - Forrest S. Petersen - Bruce Peterson - Don Pettit - William R. Pogue - Mark L. Polansky - Scott “Kidd” Poteet 

## R
William F. Readdy - Kenneth S. Reightler mlajši - Garrett Reisman - Judith Resnik - Sally Kristen Ride - Russell L. Rogers - Stuart Roosa - Kathleen (Kate) Rubins - Francisco Carlos "Frank" Rubio - 

## S
Robert Satcher - Wally Schirra - Harrison Schmitt - Rusty Schweickart - Dick Scobee - David Scott - Paul D. Scully-Power - Ronald Sega - (Piers Sellers) - Alan Shepard - William Shepherd - Loren Shriver - Michael J. Smith - Sherwood C. Spring - Thomas (Tom) Stafford (1930-2014) - Robert L. Stewart - Nicole Stott - Frederick W. Sturckow - Jack Swigert - 

## T
Robert Thirsk - Andy Thomas (avstral.-amer.) - (Dennis Tito) 

## V
Janice E. Voss - 

## W
Charles Walker - Shannon Walker - Paul J. Weitz - Jim Wetherbee - Edward Higgins White - Peggy Whitson - Christopher Williams - Sunita Williams - Barry E. Wilmore (Barry Eugene "Butch" Wilmore) - Alfred Worden - 

## Y
John W. Young - 